# Tristenium longicorne
Tristenium longicorne är en kräftdjursart som först beskrevs av Lucas 1849.  Tristenium longicorne ingår i släktet Tristenium och familjen Stenetriidae. Inga underarter finns listade i Catalogue of Life.